# Rutilus rutilus
Il Rutilus rutilus, noto in italiano come rutilo o gardon è un pesce appartenente alla famiglia dei Ciprinidi ed all'ordine dei Cipriniformi.

## Distribuzione ed habitat
La specie popola l'intera Europa eccetto la Penisola Iberica, l'intera Italia, la Grecia e l'Irlanda. È stato introdotto in moltissimi paesi tra cui l'Italia settentrionale (bacino del fiume Po) e centrale. Vive in acque ferme o con pochissima corrente, ricche di piante acquatiche, anche fangose. Alcune popolazioni delle zone del Mar Baltico e del Mar Nero sono migratrici anadrome.

## Alimentazione
Onnivoro, si nutre principalmente di larve di insetti ed altri animaletti e di detrito vegetale.

## Riproduzione
Si riproduce nei mesi di aprile, maggio e giugno in acque ricche di vegetazione.

## Caratteristiche distintive
Assai simile al Sarmarutilus rubilio ma: corpo appiattito lateralmente (molto più del Sarmarutilus rubilio), dorso molto arcuato, pinne di colore rosso acceso (carattere che può essere più o meno accentuato), iride di colore rossastro.
Le dimensioni massime sono di 50 cm per 1,8 kg di peso ma usualmente assai inferiori.

## Effetti biologici della sua introduzione
In molti luoghi la sua introduzione ha causato la rarefazione di specie autoctone; ad esempio in Italia ha danneggiato le popolazioni di triotto nel nord e di Rovella nel centro-sud.
Nei laghi Maggiore e di Lugano ha provocato la scomparsa o la notevole rarefazione dell'alborella, specie ittica precedentemente dotata di un notevole interesse per la pesca professionale.

## Pesca
Apprezzato come pesce da gara, in genere catturato con la tecnica della passata. Le carni, di discreta qualità, sono apprezzate principalmente nelle regioni orientali d'Europa nonostante la grande quantità di lische.